# Icius hamatus
Icius hamatus là một loài nhện trong họ Salticidae.
Loài này thuộc chi Icius. Icius hamatus được Carl Ludwig Koch miêu tả năm 1846.

## Hình ảnh

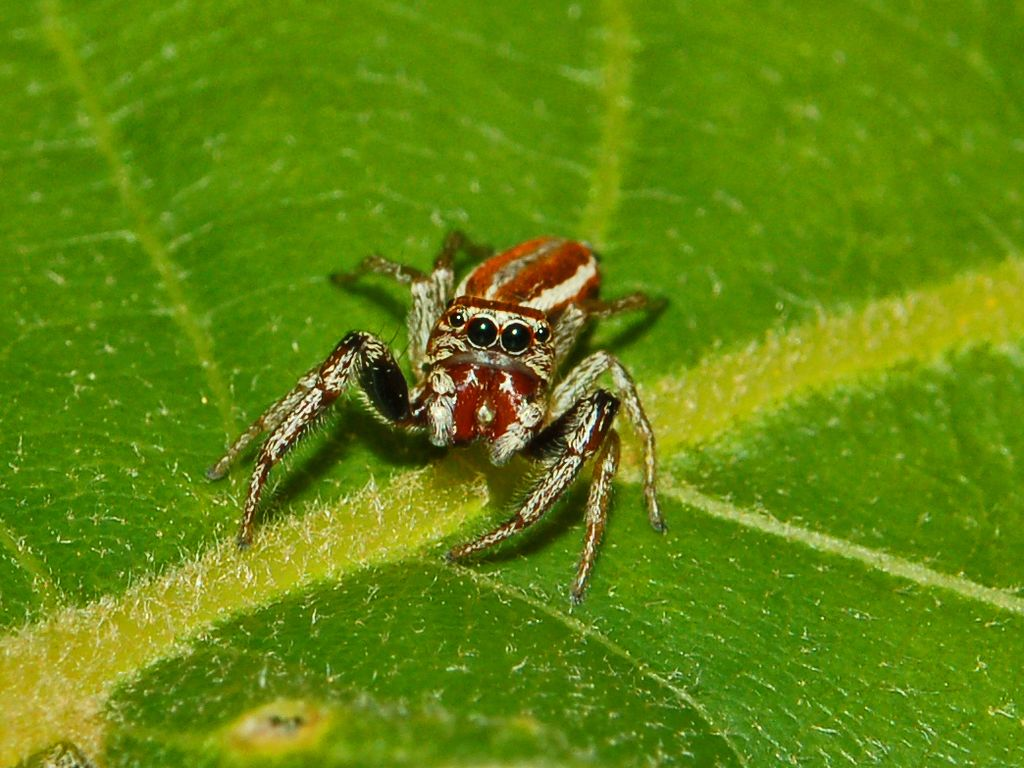
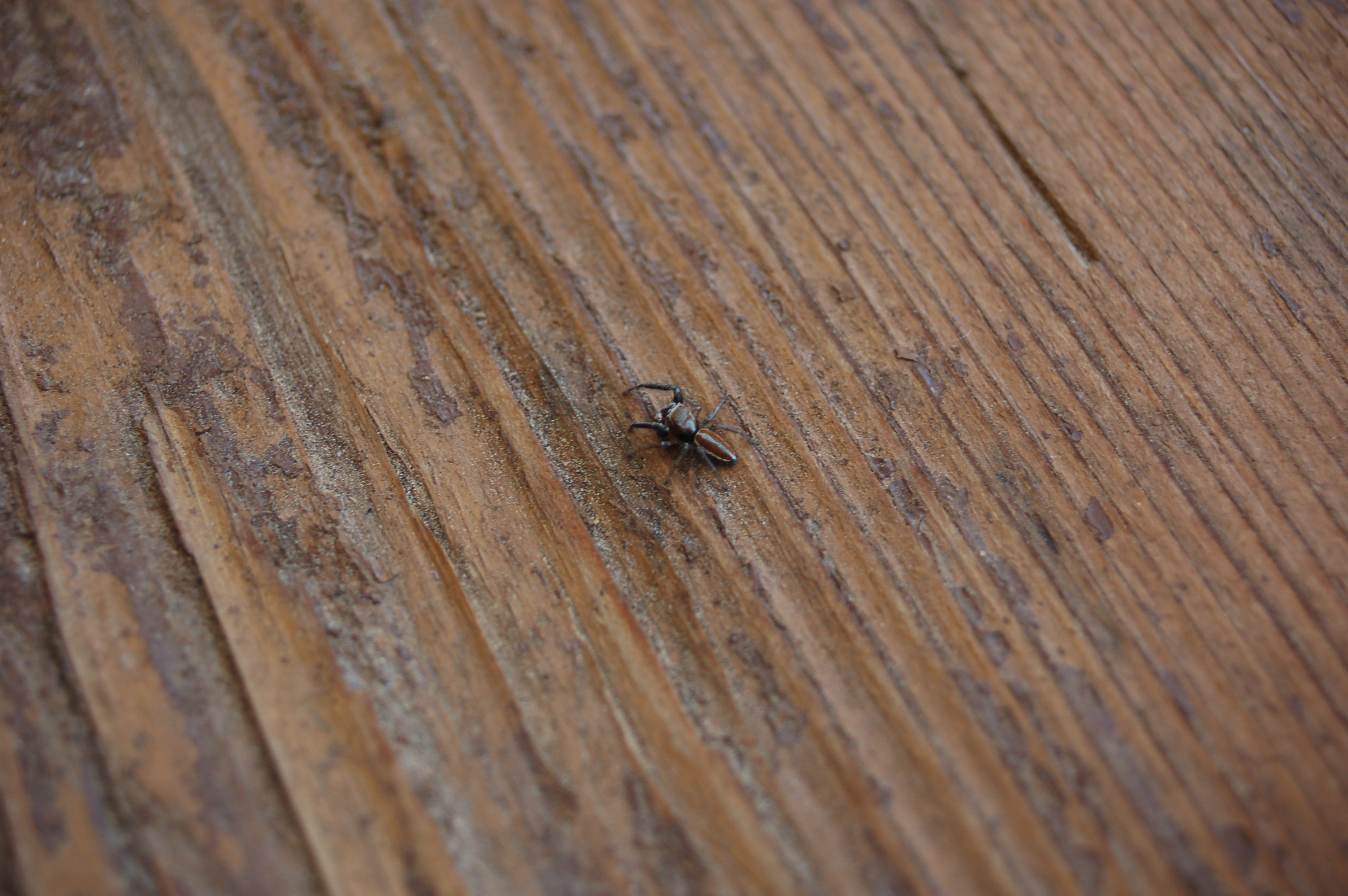
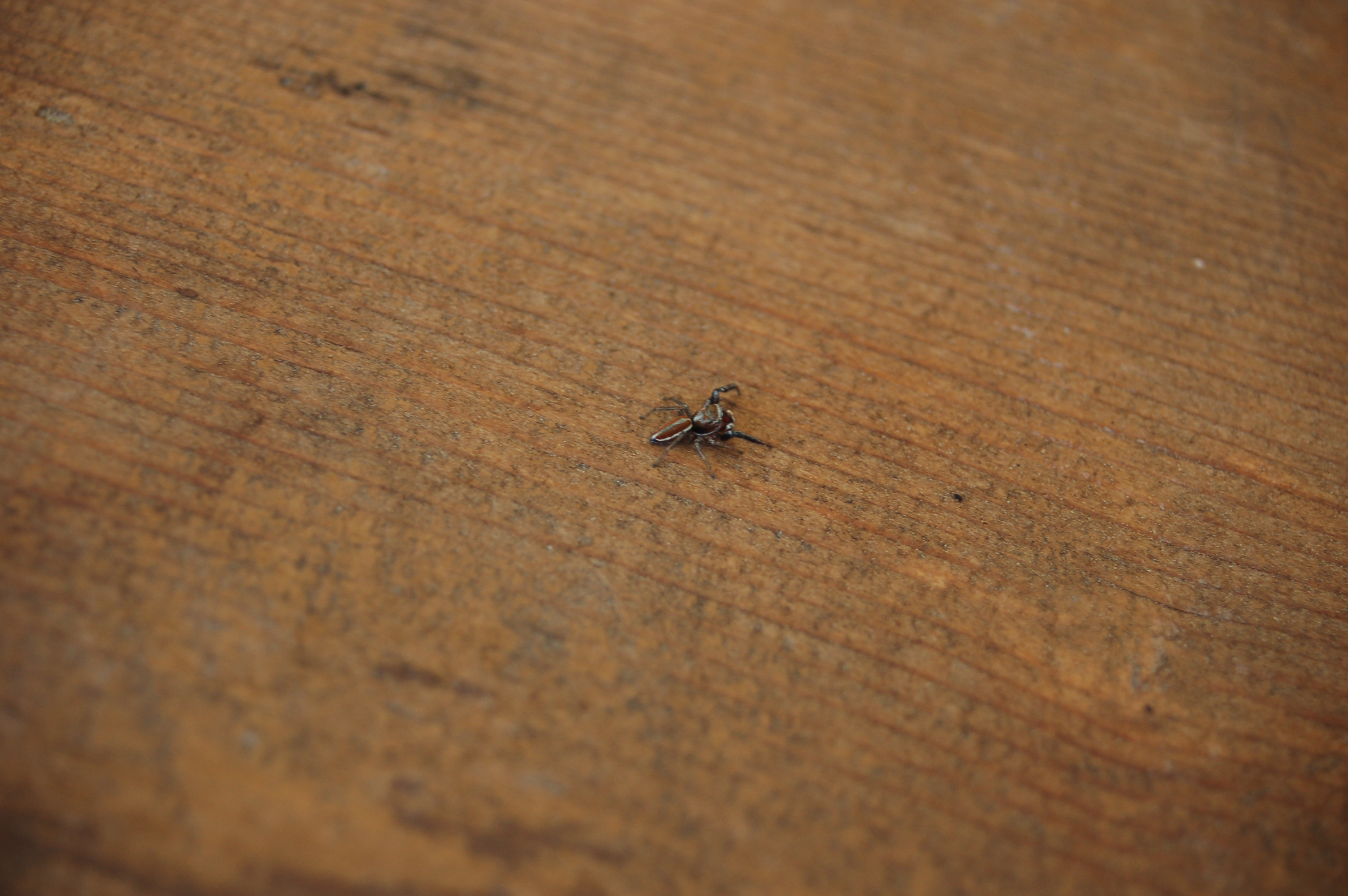